# Fernand Pouillon
Fernand Pouillon (Cancon, 14 maggio 1912 – Belcastel, 24 luglio 1986) è stato un architetto francese.

## Biografia
Nacque a Cancon (Lot-et-Garonne), figlio di un impresario edile, frequentò dapprima la scuola di belle arti a Marsiglia, e successivamente l'École Nationale Supérieure des Beaux-Arts a Parigi. Riuscendo a costruire il suo primo edificio già all'età di 24 anni, si laureerà in architettura solo nel 1942, dopo aver passato un anno nell'esercito ed un periodo come rigattiere ed antiquario. Dal 1942 lavora nello studio di Eugène Beaudouin a Marsiglia, ma già nel 1944 se ne allontana per formare uno studio in società con René Egger. Sempre a Marsiglia e ad Aix-en-Provence realizza alcune opere di notevole dimensione e fra il 1950 e il 1953 è impegnato a Marsiglia nella ricostruzione del porto vecchio; in particolare, la facciata.
Nel 1953 interrompe la collaborazione con René Egger per andare ad Algeri su invito dell'allora sindaco Jacques Chevallier, e lavorare a vari progetti di edilizia economica nella capitale. Il periodo seguente a questo trasferimento lo vedrà sempre più impegnato in varie operazioni immobiliari di grande scala, non solo ad Algeri ma anche in Francia ed Iran, dove sembra abbia trovato ispirazione per le 200 colonne nel complesso del Climat de France.
Nel 1961 viene incarcerato per lo scandalo del CNL (Comptoir National du Logement), di cui faceva parte, ma l'anno seguente evade dal carcere suscitando nuovamente l'interesse dell'opinione pubblica. Nonostante questo suo gesto, l'anno seguente, dopo un breve periodo di latitanza in Italia, si presenta spontaneamente alle autorità. Dopo il processo rimarrà in carcere fino al 1964. Il presidente francese Georges Pompidou lo amnistia nel 1971.
Gli anni fino alla sua morte lo vedono impegnato in innumerevoli attività. Oltre ad eseguire progetti per molte località sia francesi che algerine e iraniane, diventa dapprima curatore di edizioni e poi editore egli stesso, pubblicando le sue "Mémoires d'un architecte" e "Les pierres sauvages".
Nel 1985 viene insignito della legione d'onore dal presidente francese François Mitterrand.
Muore a Belcastel il 24 luglio 1986.

### Scritti
- Mémoires d'un architecte
- 'Les pierres sauvages
- Ordonnances, inventaire architectural de la ville d'Aix-en-Provence

### Monografie
- Fernand Pouillon, Architetto delle 200 colonne, a cura di Bernard Félix Dubor, 1987, Electa, Milano.